# Az egri várvédő hősök névsora

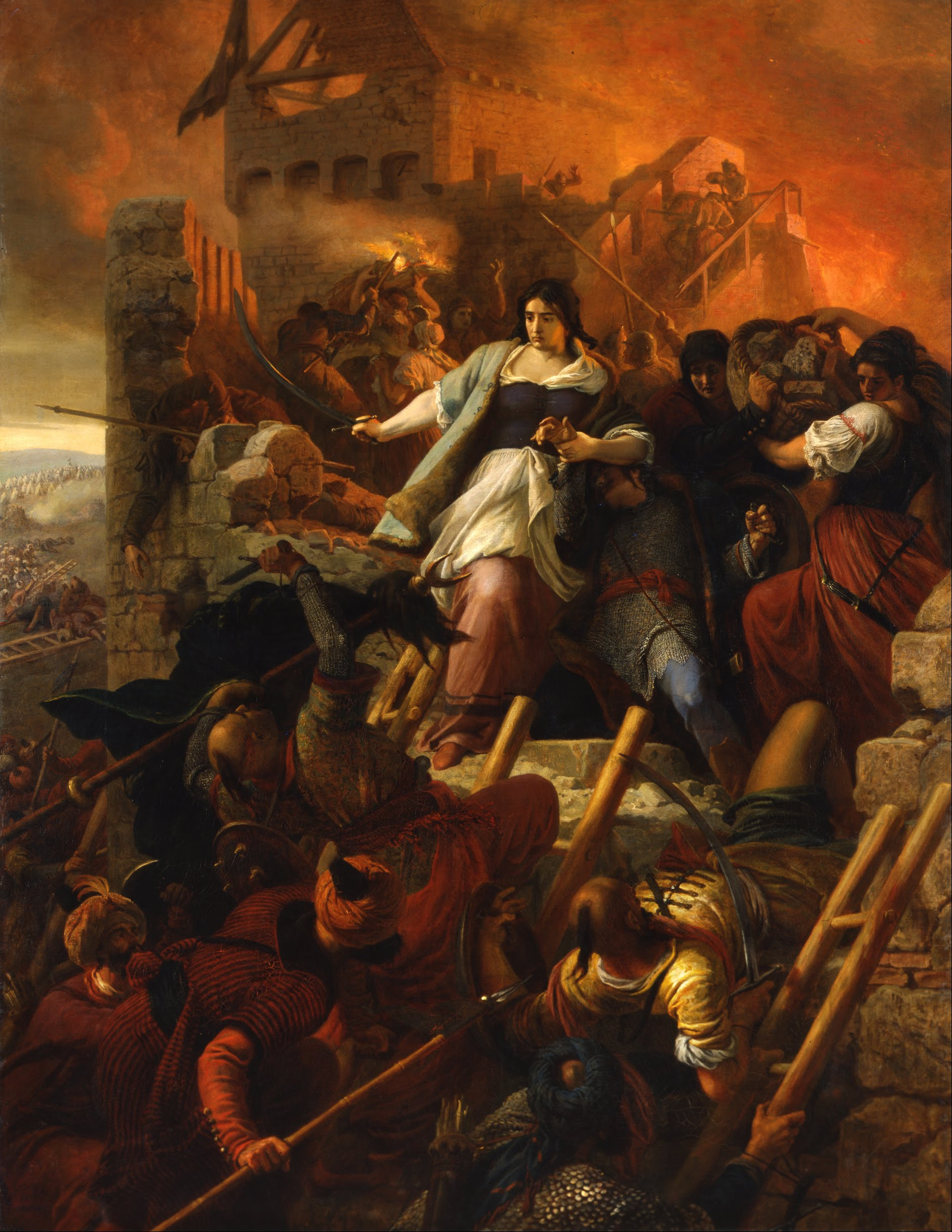
Székely Bertalan: Egri nők

Eger várának 1552-es ostromakor  a várat védő hősök névsorát dr. Gárdonyi József közölte először az Egri csillagok című regény 1923-as kiadásának végén Gárdonyi Géza végrendelete szerint. A lista a kézirat szerint készült, nem szoros betűrendben. A listából kiderül egyebek között, hogy néhány személy természetesen nem volt, vagy nem lehetett magyar nemzetiségű. Gárdonyi öt tüzérmestert, így a laibachi Fayrich pattantyúst említi németként, a többiek magyarként szerepelnek. A nevek tanúsága szerint egy részük Felső-Magyarországról való szlovák és ruszin alattvaló is lehetett, minthogy az Egert megerősítő katonák és kőművesek közül több az észak-felvidéki vármegyékből jött, nevük pedig nem szerepel a listán. A nemes és báró Szepessy család kilenc tagja volt a várvédők között. 
Oly szép sereg fenn külső várban vala,

Kétszáznyolcvan legén benne jó vala,

Gondviselő, előttök járó vala:

Bornemissza jó Gergöl deák vala.
Száz-száz legén előtt hadnagy ott vala:

Az vitéz Soklyósi Nagy Albert vala,

Másik jó Ardai Nagy Antal vala,

Kik jámborul végig szolgáltak vala.
Zoltai István es ott hadnagy vala,

Jó Figedi János vélök ott vala.

Vitéz Dobó István gongya nagy vala,

Az álgyúkhoz őt választották vala

## Az egri várvédők névsora

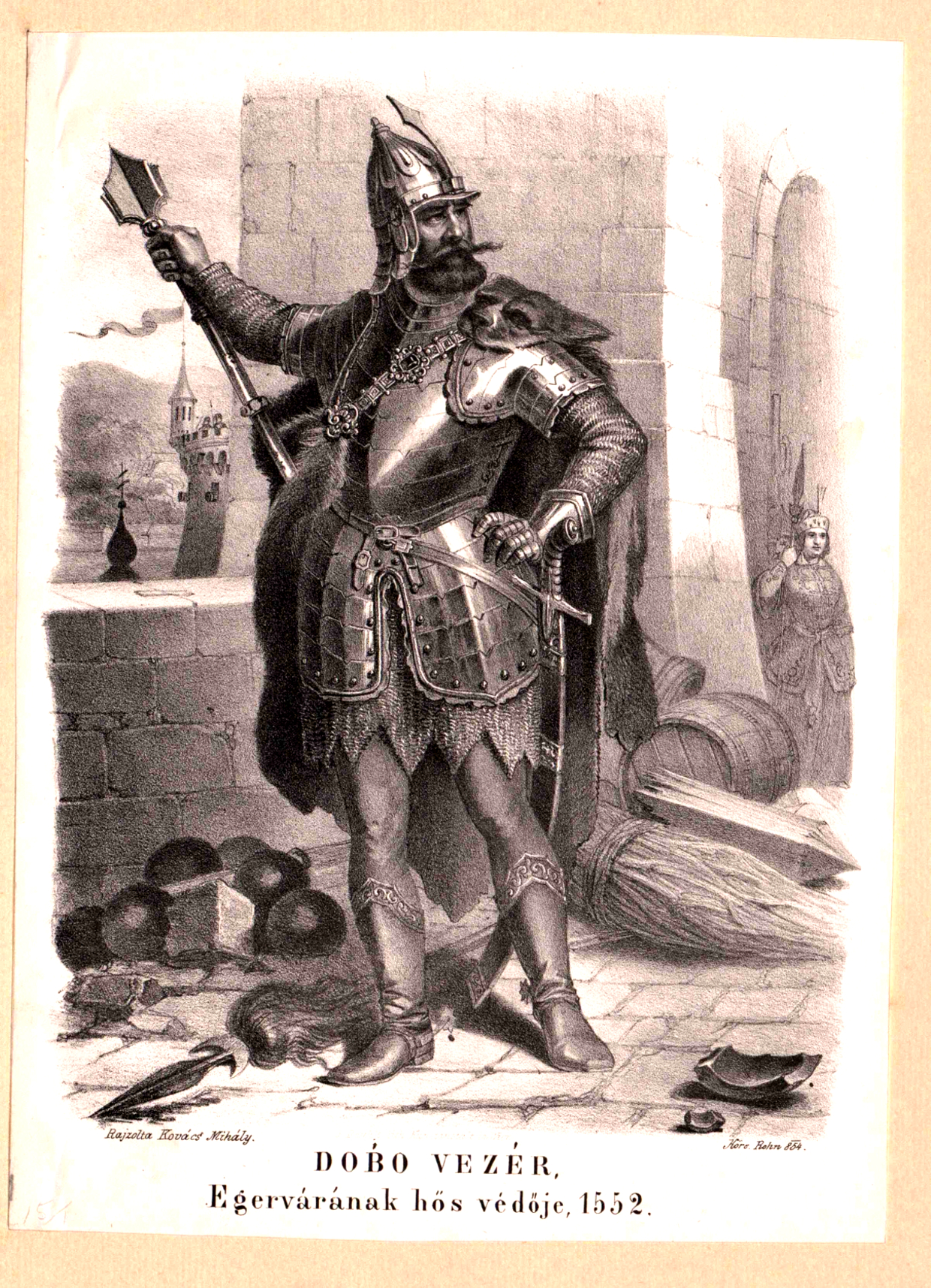
Dobó István, a vár főkapitánya

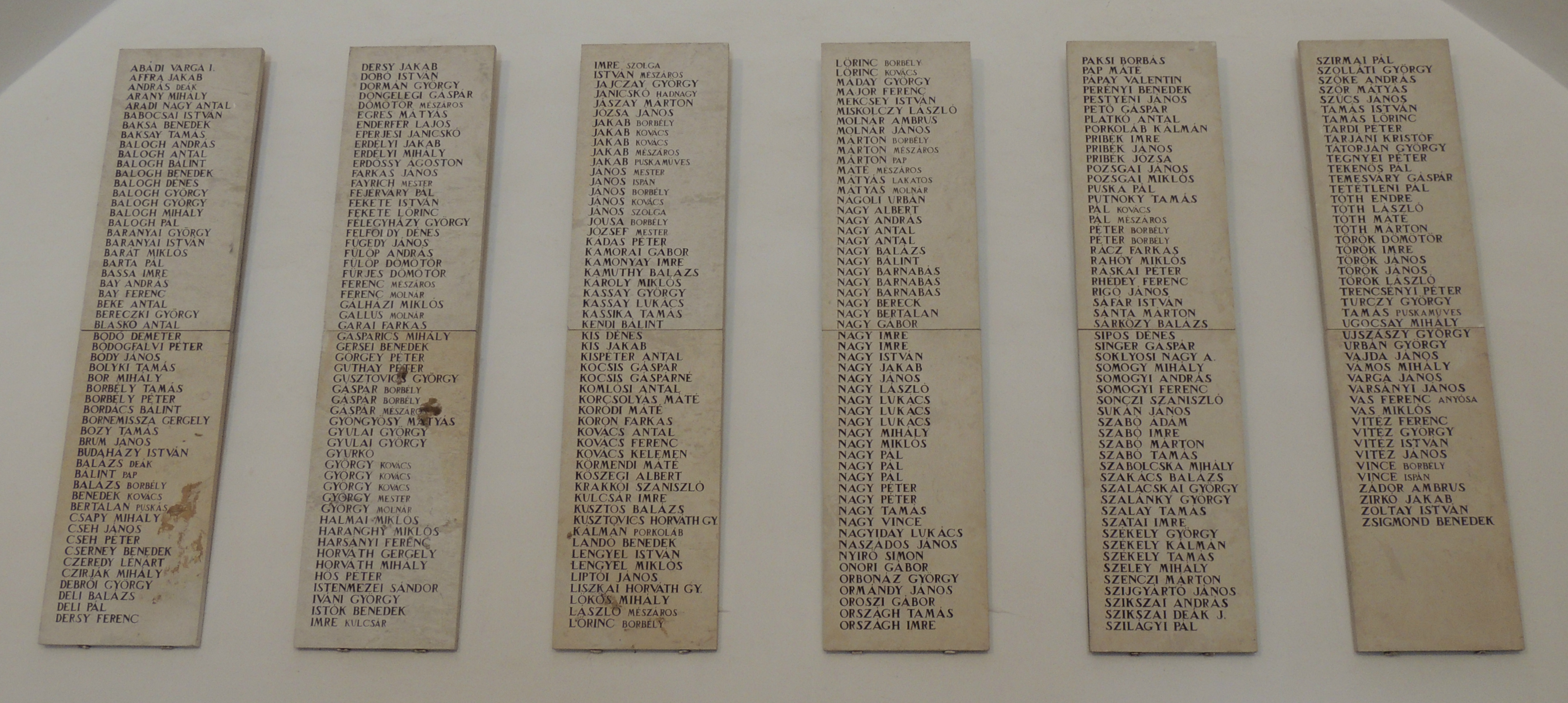
Az egri vár ismert védőinek névsora

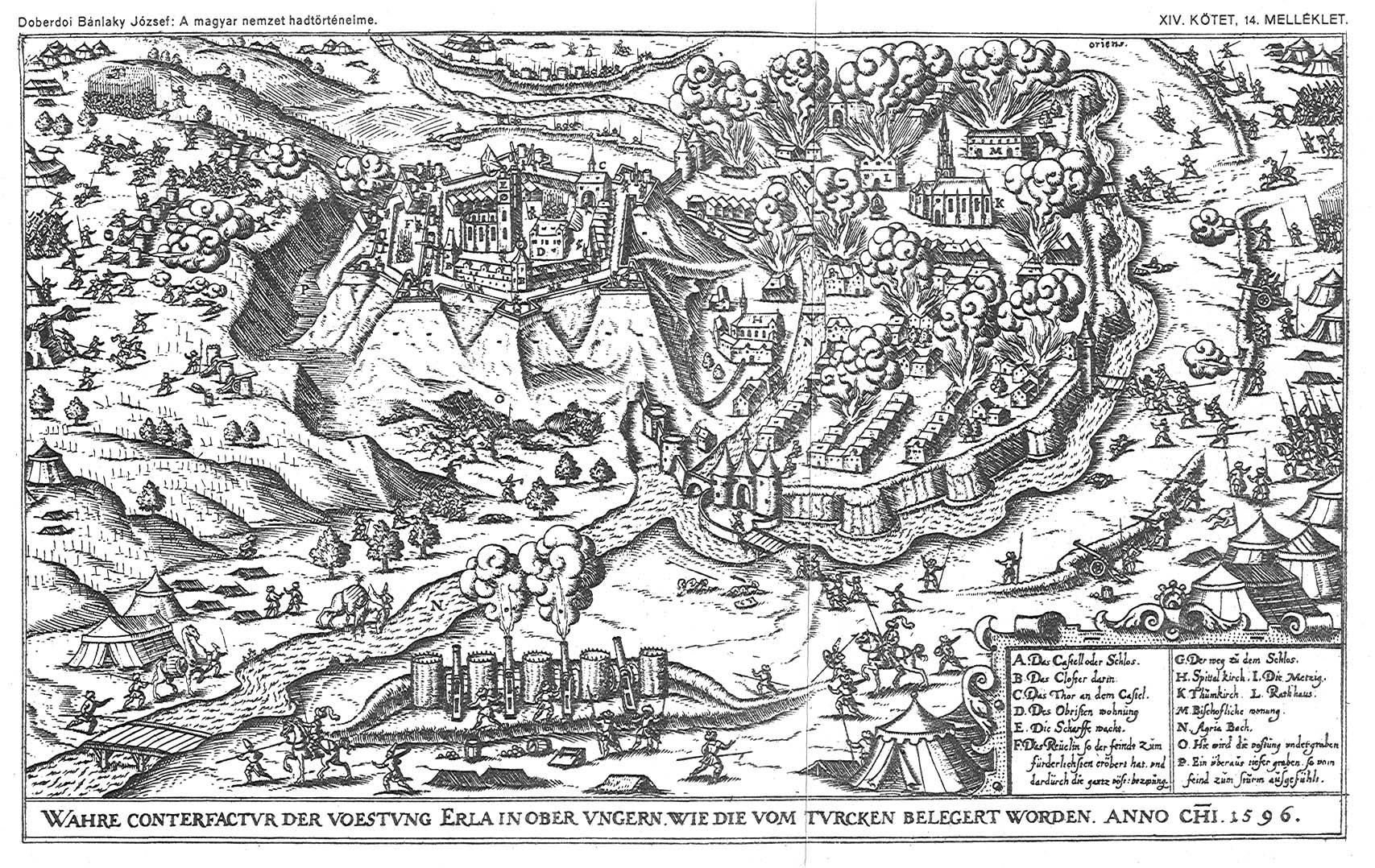
Eger várának 16. századi látképe, Domenico Zanti metszete az 1596-os ostromról

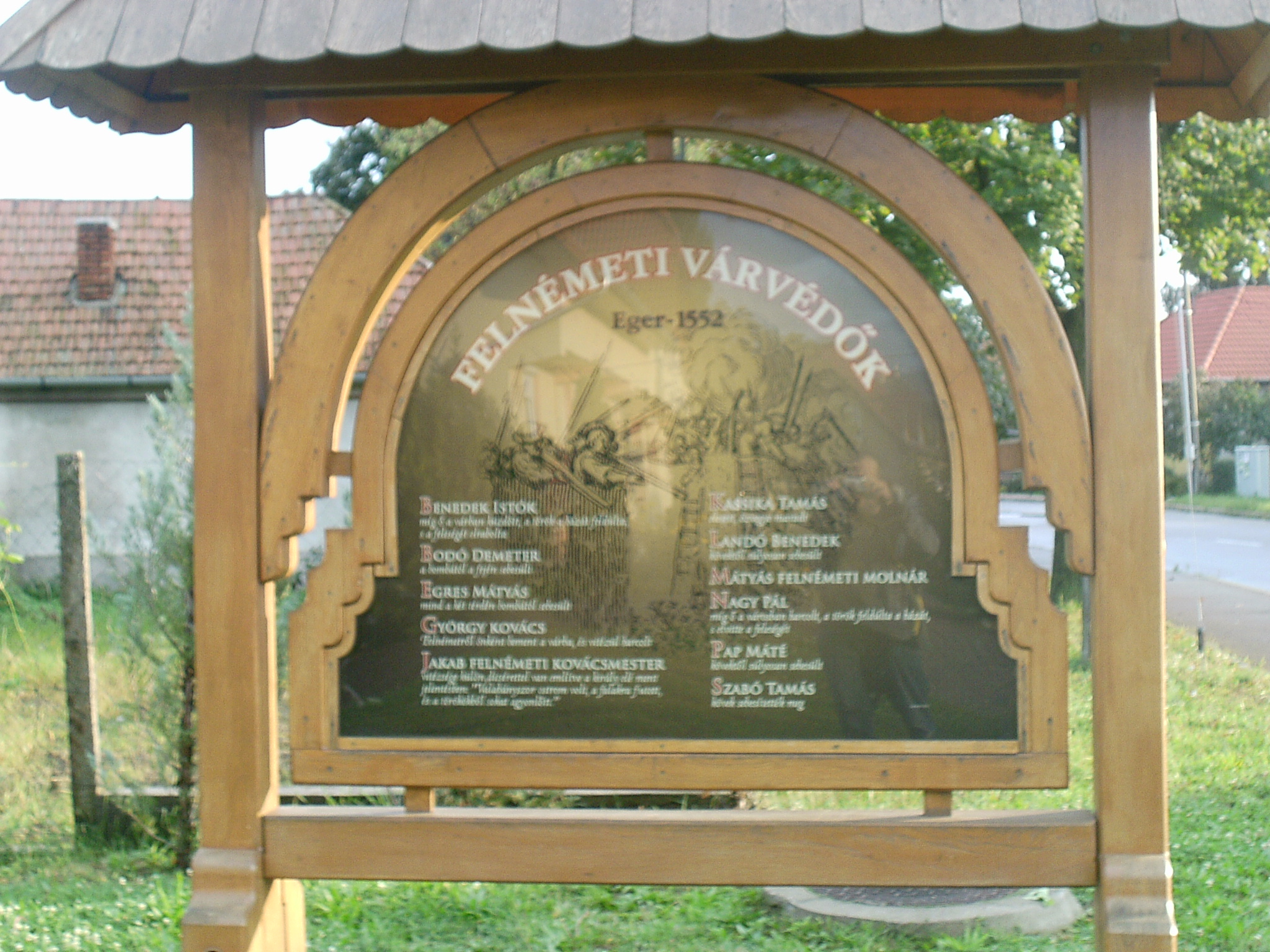
Az egri vár felnémeti védőinek névsora

- Abádi Varga Imre, faljavítás közben ágyúgolyó ütötte el.
- Alfra Jakab, puskaportól súlyos égést szenvedett
- András diák, egri bíró; meghalt ágyúgolyótól szeptember 30-án; két árvája maradt
- Arany Mihály egri puskás katona; sok sebet kapott, s a fején oly súlyosat, hogy az elméjében megzavarodott
- Ardai Nagy Antal hadnagy[3] (Tinódi róla kiemelően szól)[4][5]
- Bakocsai István tizedes; szeptember 17-én a feltűzött török zászlót az ostrom viharában letépte, miért is Dobótól külön jutalmat kapott
- Baksa Benedek, kő ütötte agyon
- Baksay Tamás hatlovas tiszt; lábán bombától ütött fadarab sebezte meg
- Balázs diák, egri írnok; mindig fegyverben állt, éjjelenként a faljavításokon buzgólkodott
- Bálint pap, elesett az október 13-i harcban
- Balogh András Szirmai Pállal vitézkedett (nézd Szirmai!); fél szemét vesztette
- Balogh Antal egri puskás; ágyúgolyótól nyomorodott meg
- Balogh Bálint
- Balogh Dénes tizedes a Bornemissza csapatában; mindkét lábán megsebesült
- Balogh György, kőomlásban a lábán sebesült
- Balogh György (másik), egri; az oldalán ágyúgolyótól, karján és arcán kövektől sebesült meg
- Balogh Mihály (egri), a karján nyíl és lándzsa ment át
- Baranyai György ötlovas tiszt; a karját bomba törte el
- Baranyai György altiszt
- Baranyai István, a karját puskagolyó törte össze; testében golyók maradtak
- Barát Miklós
- Bartha Pál várbeli tizedes; csípőjébe golyót kapott
- Bay András altiszt
- Bay Ferenc ötlovas tiszt; vitézül harcolt, mikor a várból szeptember 14-én ebéd után kirohantak a városban sokadozó törökre; a lábát később kőomlás törte össze
- Benedek egri várbeli kovács
- Benedek Istók (felnémeti); míg ő a várban küzdött, a török a házát feldúlta, s a feleségét elrabolta
- Bereczky György, Vajda János szolgája, agyonlőtték
- ... Bertalan várbeli puskás, agyonlőtték
- Blaskó Antal eperjesi hadnagy
- Bodó Demeter (felnémeti), bombától a fején sebesült
- Bádogfalvi Péter (egri) várbeli puskás; a mellébe és a karjába két nyíl hatolt be
- Bódy János maklári molnár
- Bolyky Tamás, a borsodi ötven puskás hadnagya; a janicsárok agyonlőtték szeptember 28-án este
- Borbély János hadnagy
- Borbély Péter, Borbély János szolgája; fél szemére megvakult
- Bordács Bálint (ceglédi), golyótól arcán sebesült, s két fogát kilőtték
- Bornemissza Gergely deák, királyi hadnagy, 250 gyalogossal küldte a király
- Bor Mihály, a sárosiak hetvenhat gyalogosának hadnagya
- Bozy Tamás (felsőtárkányi), jobb kezét elvesztette
- Brum János mester, bécsi pattantyús
- Budaházi István hatlovas tiszt; a szeptember 12-i kirohanásban a török vállon lőtte; a sebész öt darabban vette ki a vállcsontját
- Csapy Mihály várbeli tizedes; súlyosan sebesült („pixide sanciatus ambos testiculos amisit et est perpetuus castratus”); Dobó egy levelével átlopózott a Szolnok körül levő nagy török táboron, s vissza is tért, elképzelhető, mennyi veszedelem között!
- Czeredy Lénárd egri puskás; golyóktól sebesült, egy a térdében maradt
- Cserney Benedek pattantyús; az ágyú mellett állt, s török golyótól szétlőtt fadarabok sebesítették meg a torkán és a karján
- Cses Péter várbeli puskás; vitézsége külön ki van emelve, janicsárok lőtték agyon; három árvája maradt
- Cseh János pattantyús (kisbesztercei)
- Czirják Mihály (egri), karját ágyúgolyó szakította el
- Dobó István, a vár főkapitánya
- Deli Balázs főlegény
- Dormán György főlegény
- Döngelegi Gáspár
- Debrői György várbeli kocsmáros
- Dersy Ferenc püspöki ügyész
- ... Dömötör egri mészárosmester
- Deli Pál várbeli puskás; agyonlőtték
- Eperjesi Janicskó
- Enderfer Lajos pattantyús (Innsbruckból)
- Erdélyi Jakab egri puskás; arcban és nyakban golyó érte, a nyakában benn is maradt
- Erdélyi Mihály, mellén golyó ment át
- Egres Mátyás (felnémeti), mind a két térdén bombától sebesült
- Fügedy János lovas hadnagy
- Fülöp Dömötör főlegény
- Farkas János főlegény
- Fekete István hatlovas tiszt; részt vett az első kicsapásban, midőn Pető, Zoltay, Bornemissza kiment éjjel a török elé Abonyig, s mikor a törökök október 17-én elvonultak, egy kis csapattal utánuk rohant, és a törökök utóhadát támadta; bombáktól és kardoktól sebesült meg
- Fayrich mester, pattantyús (laibachi, mai nevén Ljubljana, Szlovénia)
- Fejérvári Pál tizedes; lábára sebesült meg
- Fürjes Dömötör várbeli katona; térdén lőtték, s lábát le kellett vágni
- ... Ferenc egri mészároslegény
- ... Ferenc egri molnár
- Garay Farkas főlegény
- Gusztovics György főlegény
- Gyulai György hatlovas tiszt; a Szent Mihály-napi ostromnak egyik súlyos sebesültje; jobb kezét és lábát lőtték meg, teste más részében golyó maradt
- Gyulai György (másik), ágyúgolyótól halt meg a Bolyky-bástyán, a szeptember 29-i ostromban
- Gasparics Mihály főlegény, elesett
- Gersei Benedek főlegény
- Gálházi Miklós ötlovas tiszt; nyíllal átlőtték az arcát
- Gallus (Galyas? vagy Kallós) tihaméri molnár
- Gyurkovics (Mekcsey szolgája), elesett; özvegye, árvája maradt
- ... György kovács; Felnémetről önként bement a várba, és vitézül harcolt
- ... György molnár és ácsmester; éjjel-nappal dolgozott, ő ácsolta össze a robbanás után a puskaporos malmot
- ... György kovács (egri)
- ... György kovács (nagytállyai)
- György mester, pattantyús, trencséni ember
- Guthay Péter ellenőr
- ... Gáspár borbélymester
- ... Gáspár borbélylegény
- Görgey Péter egri munkás-katona; kőomlásban vesztette épségét, úgyhogy holtáig ágyban kellett feküdnie
- Gyöngyösi Mátyás deák, a tüzes szerszámok őre és rendezője; vitéz küzdő, ki sok sebet kapott
- ... Gáspár egri mészároslegény
- Haranghy Miklós egri puskás katona; ágyúgolyó érte térden, és falomlásban is sebesült
- Harsányi Ferenc (egri), agyonlőtték
- Halmai Miklós
- Hős Péter
- Horváth Gergely, az október 4-i robbanás egyik áldozata; a karja szakadt el, s abban halt meg
- Horváth György várbeli lovas vitéz; elesett
- Horváth Mihály altiszt; részt vett a szeptember 21-i kirohanásban, amikor is a lovát átlőtték
- Iváni György
- Istenmezei Sándor
- ... Imre kulcsár; négy szolgájával együtt éjjel-nappal híven őrködött
- ... Imre (Budaházy István szolgája), kövektől sebesült meg
- ... István egri mészároslegény
- ... János kovács
- ... József mester, pattantyús Prágából
- János mester, pattantyús a Szepességből
- ... János borbélymester
- ... János, a Kamonyay Imre szolgája; a golyó az állát szakította el
- ... Jakab borbélylegény
- ... Jakab egri puskamíves
- ... Jakab felnémeti kovácsmester; vitézsége külön dicsérettel van említve a király elé ment jelentésben: „Valahányszor ostrom volt, a falakra futott, és a törökökből sokat agyonlőtt.”
- ... Jakab egri kovács
- ... Jakab egri mészároslegény
- Janicskó hadnagy
- Jászai Márton, a jászói prépost negyvenegy gyalogosának hadnagya
- ... János ispán
- Józsa János
- ... Józsa borbélylegény
- Kassika Tamás (felnémeti), elesett, özvegye maradt
- Koron vagy Choron Farkas, az abaúji ötven gyalogos hadnagya
- Kendi Bálint, az ötven drabant hadnagya (Serédy György küldöttei)
- Kispéter Antal, a gömöriek ötven puskásának hadnagya
- Kusztovics Horváth György altiszt
- Kis Dénes főlegény
- Kis Jakab kassai puskás; jobb-kezére kőütéstől megnyomorodott
- Kovács Antal, elesett
- Kovács Ferenc (egri), a puskapor valószínűleg a robbanáskor arcát és karját összeégette, fél szemét kisütötte
- Komlósi Antal, a szeptember 29-i rohamnál egy török zászlóvivőt akkor vágott le, amikor a zászlót kitűzte; a töröknek a zászlaja a török jobb karjával együtt lehullott a vár sáncába; Dobó 2 Ft jutalmat adott neki
- Kassay György, meghalt kőomlásban
- Kassay Lukács egri tizedes, megcsonkult
- Korcsolás Máté egri tizedes, a fején sebesült; más sebeket is kapott, és meg is siketült
- Kocsis Gáspár, golyók és kövek sebesültje
- Kusztos Balázs főlegény
- Kóródi Máté főlegény
- Kamuthy Balázs háromlovas tiszt; kövektől sebesült
- Kamonyay Imre (úriember, ki szolgájával jött)
- Körmendi Máté
- Kamorai Gábor
- Kádas Péter, a karthausi barátok négy katonájának vezetője, a fején érte súlyos sebesülés
- Kulcsár Imre
- Kálmán porkoláb; Tinódi így említi: „Szegény Kálmán porkoláb”; megsebesült a Sötét kapu mellett ásott kijárónál, s meg is halt
- Kőszegi Albert
- Lőkös Mihály, a szabad városok száz gyalogosának hadnagya
- Liszkai (Horváth) György altiszt
- ... Lőrinc kovács
- ... Lőrinc borbélylegény
- ... Lőrinc másik borbélylegény
- Landó Benedek (felnémeti), kövektől súlyosan sebesült
- Liptói János egri puskás; lövés érte a lábát
- ... László egri mészároslegény
- Lengyel Miklós (tihaméri), agyonlőtték
- Lengyel István egri puskás, fél karját vesztette el
- Miskolczy László egri puskás; átlőtték mellben, de életben maradt
- Máday György egri várbeli; a karján kapott súlyos sebet, s az oldalát átlőtték
- Margit asszony, Kocsis Gáspárné, golyóktól és kövektől sebesült; a neve a súlyosan sebesült katonák közt van felsorolva az ostrom utáni januárban készült jelentésben
- Major Ferenc egri puskás; arcát és kezét puskapor égette össze
- ... Máté egri mészároslegény
- ... Márton pap
- ... Mátyás egri lakatos és puskamíves
- ... Mátyás felnémeti molnár
- ... Márton borbélylegény
- ... Márton egri mészároslegény
- Molnár János egri; ágyú ölte meg, árvái maradtak
- Molnár Ambrus ács; elesett, három árvája maradt
- Mekcsey István alkapitány
- Nágoli Urbán főlegény
- Nagy András puskás a Bornemissza csapatában; karjára megbénult
- Nagy Antal hadnagy; térdét és bordáit golyó törte össze, egy golyó benn is maradt
- Nagy Antal főlegény; az első halottak közé jutott
- Nagy Bereck egri tizedes; jobb vállát átlőtték
- Nagy Barnabás egri tizedes; szakállas ágyú a kezét szakította el
- Nagy Barnabás, a Bornemissza hadából; ágyúgolyó a váll-lapockáját roncsolta szét
- Nagy Barnabás, Perényi huszonöt katonájának vezetője
- Nagy Pál, Báthory György harminc gyalogosának hadnagya; meghalt október 4-én, a puskaporraktár robbanásakor
- Nagy Pál (felnémeti), míg ő a városban harcolt, a török feldúlta a házát, s elvitte a feleségét
- Nagy Pál egri puskás; kövektől sebesült
- Nagy Imre, az Ung megyei tizennyolc gyalogosnak egyik vezetője
- Nagy Imre (másik), Homonnay Gáborné gyalogosainak egyik vezetője; meghalt a Szent Mihály-napi ostromban
- Nagy Tamás főlegény; jobb kezét bomba törte össze
- Nagy Bálint főlegény
- Nagy János főlegény
- Nagy Mihály főlegény
- Nagy Balázs gyalog hadnagy; ágyúgolyó találta szeptember 16-án, hogy a paloták hátulsó falát földdel töltött kasok és hordók felállogatásával iparkodtak megvédeni az ágyúlövésektől
- Nagy Bertalan viceporkoláb
- Nagy Gábor
- Nagy László várbeli másik kocsmáros
- Nagy Lukács egri gyalog tizedes; huszonegyedmagával Vác felé portyázva kirekedt a várból; már körülvette a török a várat, s ő Szarvaskőn búsult („Tisztességében fél, megfogyatkozik. Vagy meghal, vagy bemegyen, ő esküszik”), s keresztül is ment a rengeteg török táboron, be a körülzárt várba; a fején súlyos sebet kapott
- Nagy Lukács várbeli közember; agyonlőtték
- Nagy István, Dobónak zászlótartója; elesett az október 12-i ostromban
- Nagy Péter tizedes (egri); homlokán és két lábán az első ostromban sebesült; egyik lábát elvesztette, másikban a golyó bennmaradt
- Nagy Miklós egri tizedes; kőomlásban a fején és hátán sebesült
- Naszádos János, Gergely diák tizedese; szakállas ágyútól vállban sebesült
- Orbonáz (Orgonás) György főlegény
- Onori Gábor egri lovas vitéz; elesett
- Oroszi Gábor, a szeptember 12-i kicsapásban halt meg, hogy Budaházyt védte, mikor már Budaházy megsebesült
- Ormándy János, részt vett a szeptember 14-i nappali kirohanásban is, és vitézül harcolt; később a kezét bomba szakította el
- Országh Imre, elesett
- Paksy Jób tiszt, a komáromi kapitány öccse
- Pestyéni János hadnagy
- Pozsgai János főlegény, meghalt a Szent Mihály-napi ostromban
- Pozsgai Miklós
- Pribék Imre, Serédy György negyven katonájának vezetője; az áruló Hegedüs hadnagy felakasztása után őrá bízta Dobó a kassai csapat vezetését; Tinódi dicsérettel említi
- Pribék Józsa
- Pribék János (nézd Sukánnál)
- Paksi Borbás viceudvarbíró; ágyú és puska három helyen sebezte meg
- Papa vagy Pápay Valentin, harcolás közben halt meg, összerogyott
- Platkó Antal, a kassai kétszáztíz önkéntes egyik vezetője
- ... Péter borbélymester
- ... Péter borbélylegény
- Puska Pál (egri) puskás; jobb kezét átlőtték; megbénult
- Putnoky Tamás (egri), a fején kőtől sebesült
- Pap Máté (felnémeti), kövektől súlyosan sebesült
- Porkoláb Kálmán ötlovas tiszt; csípőcsontját törte össze
- ... Pál egri mészárosmester
- ... Pál várbeli kovács
- Prini Ferenc
- Prini Mihály
- Pető Gáspár főhadnagy a királyi seregben; negyven lovas vitézzel küldték Eger védelmére; részes a szeptember 9-i első kicsapásban; a Szent Mihály-napi ostromban egyik lábára megsebesült, összeesett fájdalmában
- Rhédey Ferenc főlegény (az angol királyi családdal rokonságba került Rhédey grófi család elődje)
- Rácz Farkas
- Ráskai Péter
- Rahóy Miklós, a kezén golyó ment át; megbénult
- Rigó János (felsőnémeti ember), kőomlásban vállon sebesült
- Somogyi András, Pető hadnagya
- Sukán János számtartó; külön is kitüntette magát, mikor egy törésen Pribék Jánossal visszaverte a törököt
- Sáfár István
- Sánta Márton molnár
- Sáray András
- Sárközi Balázs puskás; mindkét lábát ellőtték
- Sipos Dénes (egri) várbeli puskás; kőpattanástól fél szemét vesztette
- Somogyi András, Pető hadnagya
- Somogyi Ferenc, Homonnay Gáborné huszonnégy drabantjának vezetője
- Soklyosi Nagy Albert hadnagy, kit Tinódi vitéz jelzővel említ
- Soncy Szaniszló, a földbástyán való vitézkedésért Dobó külön jutalommal tüntette ki
- Szabó Tamás (felnémeti ember), kövek sebesítették meg
- Szabó Ádám, elesett
- Szabó Imre, Dobónak harmadik követe, aki a várból kilopódzott, s visszatért
- Szabó Márton
- Szirmai Pál, Tinódi vitéz jelzővel említi; nyílt ütközetben rohant ki egy kisajtón a várból október első napjaiban kevesed magával, s „kőfal mellett sok török levágaték”
- Szatai Imre
- Szakács Balázs
- Szalay Mihály pelsőci pattantyús; arcán, fején, kezén és hátán sebesült meg
- Szalay Tamás egri; a lábán golyótól pattant kő sebezte meg súlyosan, hogy megbénult
- Szaniszló (de Craccovia) kassai puskás katona; a lábát ágyúgolyó szakította el
- Szilágyi Pál egri puskás katona; a fején kőtől sebesült meg
- Szalánky György, az Ung megyei tizennyolc káptalan kilenc drabantjának vezetője
- Szepessy Péter nemes
- Szepessy György nemes
- Szücs János (vagy Szőcs) egri; a karján sebesült meg
- Székely Tamás egri puskás katona; mind a két lapockáját átlőtték
- Szőr Mátyás maklári molnár; kő ütötte agyon; három árvája s özvegye maradt
- Szőrné Katalin asszony; a molnár felesége
- Szenczi Márton, a szepesi negyven drabant hadnagya
- Szalacskai György, Homonnay Györgyné tizennyolc gyalogosának egyik vezetője
- Szólláti György főlegény
- Szabolcska Mihály főlegény
- Szőke András főlegény
- Székely Mihály főlegény
- Székely György
- Szikszay Deák János egri provizor; a vár védelmében való kitűnéséért nemességet kapott; címere a saját képe, amint törököt fog a nyakánál, és oldalba szúrja
- Tamás egri puskamíves
- Trencsényi Péter
- Tarjáni Kristóf, Dobó apródja; a törökök ellőtték október 16-án, mikor Dobó a Bolyky-bástyára küldte, hogy onnan hírt hozzon
- Tegnyei Péter főlegény
- Tardi Péter főlegény
- Tetétleni Pál főlegény
- Tóth Martin tiszt
- Török János (egri), elesett
- Török János (Bács megyei) főlegény; a hátán ágyúgolyó érte
- Török Dömötör, Tinódi vitéz jelzővel említi
- Török László, azzal is kitüntette magát, hogy a külső kapu tornyán lengett, de az ágyúzástól fallal együtt leomló magyar zászlóért kiugrott a várból, s visszahozta; Dobó megdicsérte, és egy öltözetnek való purgomál-posztóval jutalmazta meg
- Török Imre egri puskás; a kezét puskapor égette össze
- Tátorján György egri puskás; kövektől sebesült, és másféle sok sebet is kapott
- Temesváry Gáspár, a kardját bomba törte el, s így sebesült meg súlyosan a lábán, a saját kardjától
- Tóth Máté, Pető Gáspár szolgája; csípőjében golyó érte, s benn maradt
- Tóth Endre, Vas Miklós (nézd ott!) útitársa; Dobó egy forinttal jutalmazta meg
- Tóth László, ez a vitéz ragadta el Ali pasa bársonyzászlóját az utolsó ostrom alatt
- Tamási Lőrinc (egri), fél lábán megnyomorodott
- Urbán György egri puskás; vállát átlőtték
- Vince borbélylegény
- Vámos Mihály deák, cipóosztó; ostromkor vitézül harcolt a többivel
- Varga János, Bolyky Tamás csapatából való; háromszor kiugrott az ágyúgolyótól megrongált falnak egy résén csupa vitézi tréfából, és az ostromlásra gyűlő török hadat a kardjával fenyegette; Dobó egy forintot adott neki jutalmul
- Vitéz György, vitézségéért megjutalmazták (de hogy ki, mikor, mennyivel, nincs rá adat)
- Vitéz István főlegény
- Vitéz János főlegény; szeptember 30-án Pető Gáspár csapatában harcolt
- ... Vince ispán
- Vajda János várbeli lovas hadnagy; Tinódi vitéz jelzővel említi; az ostrom után ő vitte el Bécsbe Dobó jelentését és Ali pasa bársonylobogóját, Iványi György, Somogyi András és Kőszegi Albert vitéztársával együtt
- Vitéz Ferenc viceporkoláb
- Varsányi Imre, Dobó kéme és levélhordója
- Vas Miklós, Dobónak egyik megbízottja, ki a török táboron át hordott ki levelet a püspökhöz, és tért vissza mindig élete veszélyeztetésével; egyszer meg is támadták, s a társát megölték a törökök, de ő elmenekült; háromszor ment ki és be; megsebesült arcban
- Vas Ferenc anyósa, elesett
- Zádornik Ambrus gyalog hadnagy, a kassai önkéntesek egyik vezetője
- Zirkó Jakab, ágyúgolyó ölte meg
- Zoltay István főhadnagy; negyven lovasával a király hadából; a szeptember 9-i ütközet egyik vitéze
- Zsigmond Benedek ács; reá bízta Dobó a robbanás után a törések beépítésének vezetését

A többi név feledésbe merült, vagy nem rögzítették.